# Safet Boskic
Safet Boskic (31 de Janeiro de 1909 - 1980) foi um militar da Bósnia e Herzegovina que combateu na Segunda Guerra Mundial pela Luftwaffe, o ramo aéreo da Alemanha Nazi. É creditado com 13 vitórias aéreas confirmadas e três não confirmadas na frente oriental, o que fez dele um ás da aviação. Boskic já era piloto desde 1932 quando, em 1941, se juntou a uma unidade croata dentro de uma asa da Luftwaffe, a Jagdgeschwader 52. Após a guerra, continuou a voar num aero clube.